# Ortgies-Pistole

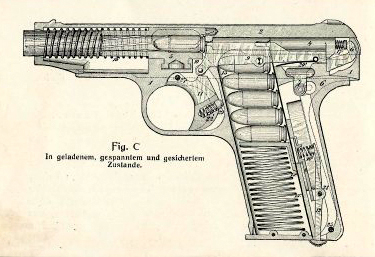
Ortgies-Pistole, Schnittdarstellung

Die Ortgies-Pistole ist eine von 1919 bis 1924 in Erfurt produzierte Selbstladepistole.

## Entwicklung und Produktion

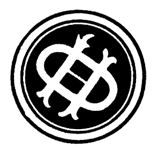
Logo der Fa. H. Ortgies & Co. Erfurt

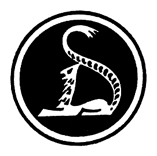
Logo der Ortgies-Pistole, Deutsche Werke AG Erfurt

Heinrich Ortgies entwickelte die nach ihm benannte Pistole bereits während des Ersten Weltkrieges. Am 12. September 1916 wurde sie patentiert. Als Vorbild diente das Browning Modell 1910 des belgischen Waffenherstellers F.N.
In Erfurt gründete Heinrich Ortgies 1919 die Firma „H. Ortgies & Co.“ und stellte hier bis 1921 etwa 15.000 Pistolen in den Kalibern 6,35 mm Browning und 7,65 mm Browning her. Aufgrund starker Nachfrage, die seine kleine Fabrik nicht bewältigen konnte, verkaufte Ortgies Patent und Maschinen an die ehemalige Königlich Preußische Gewehrfabrik Erfurt, die nun als Teil der Deutsche Werke AG die Produktion ab 1921 fortsetzte. Hier erschienen ab etwa der Seriennummer 20.000 auch die ersten Waffen im Kaliber 9 mm Kurz. Insgesamt wurden etwa 446.000 Ortgies-Pistolen hergestellt: etwa 183.000 Stück des Kalibers 6,35 mm und etwa 263.000 Stück der Kaliber 7,65 mm und 9 mm.

## Beschreibung
Die Ortgies-Pistole ist ohne Schrauben zusammengesetzt und war für die damalige Zeit ein beachtlicher Entwurf in modernem Design, dazu preiswert und von guter Qualität. Sie besteht aus wenigen, hochwertigen Teilen und ist gut gegen Schmutz abgedichtet. Es gibt brünierte sowie matt oder glänzend vernickelte Ausführungen. Sie hat ein starres Visier, die Griffschalen bestehen aus Holz. Bereits 1920 war ein Kaliberwechsel von 7,65 auf 9 mm durch einen Wechsellauf möglich. Das Magazin war ebenfalls für die Patronen 7,65 mm und für 9 mmk (k für kurz) verwendbar.

## Verbot der Produktion
Durch die Möglichkeit der Umrüstung auf Kaliber 9 mm (Wechsel des Pistolenlaufes) wurde die Ortgies-Pistole zur verbotenen Waffe im Sinne des Versailler Vertrages. 1923 musste die Produktion eingestellt werden.

## Einsatz
Die Waffe erreichte beachtliche Erfolge bei internationalen Schießwettbewerben und war besonders in Nord-, Mittel- und Südamerika weit verbreitet und sehr beliebt.
Da die Ortgies-Pistole für den Einsatz unter Feldbedingungen nicht geeignet war, wurde sie nicht als Ordonnanzwaffe eingeführt. Sie war jedoch seinerzeit an mehrere deutsche Polizei-Dienststellen, wie etwa die Hamburger Polizei, die Wasserschutzpolizei, die Reichsfinanzverwaltung, die Berliner Schutzpolizei, die Stadtpolizei Winterthur und an den preußischen Grenzschutz ausgegeben worden. Im Dritten Reich wurden Heeresjustizwachtmeister der Kriegsgerichte laut „Allgemeiner Heeresmitteilung von 1935“ behelfsmäßig mit Ortgies-Pistolen des Kalibers 7,65 mm ausgestattet.
Bei der niederländischen Polizei (Rijksveldwacht), bei der tschechoslowakischen Polizei und beim finnischen Strafvollzug wurden ebenfalls Ortgies-Pistolen eingesetzt.

## Technische Daten
System: Rückstoßlader mit Feder-Masse-Verschluss und Schlagbolzen
| Kaliber           | 6,35 × 15,5 mm HR (.25 ACP) | 7,65 × 17 mm HR (.32 ACP) | 9 × 17 mm (.380 ACP) |
| Länge gesamt (mm) | 133                         | 165                       | 165                  |
| Länge Lauf (mm)   | 69                          | 87                        | 87                   |
| Gewicht (g)       | 400                         | 640                       | 600                  |